# Kozioł (muzyka)

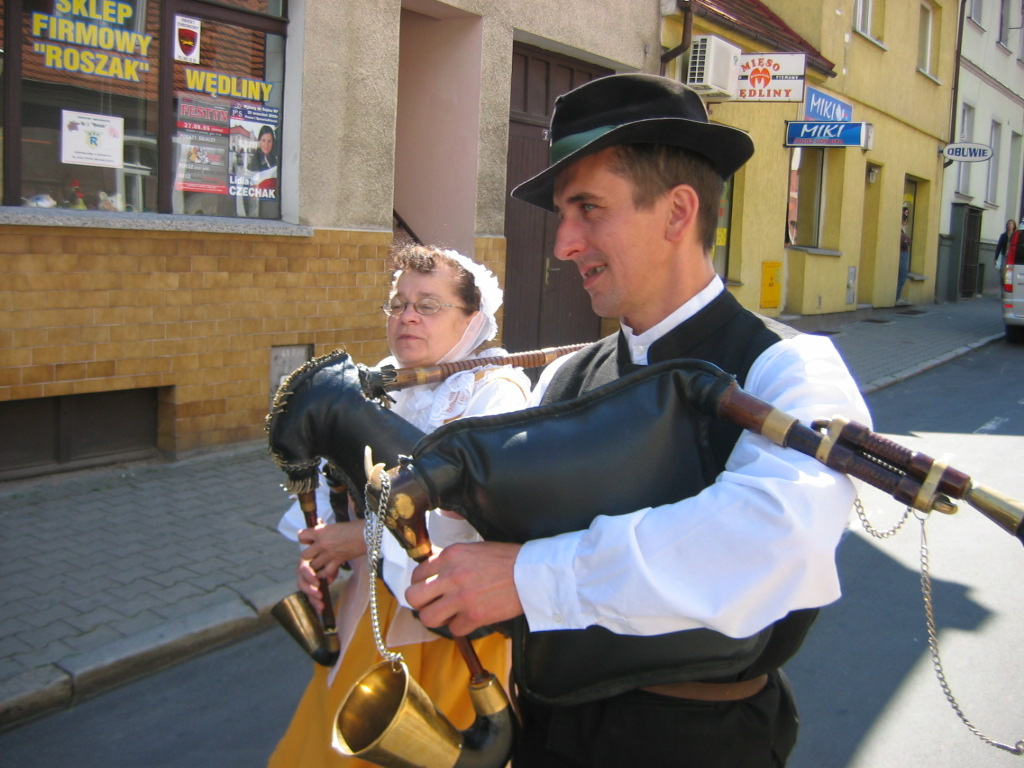
Tomasz Kiciński z kapeli „Manugi” z Bukówca, grający na dudach wielkopolskich i kobieta grająca na koźle czarnym (ślubnym).

Kozioł – odmiana dud, typowy instrument ludowy Regionu Kozła (Wielkopolska).

## Kozioł weselny
Kozioł weselny, zwany inaczej białym posiada jeden burdon (bąk) zakończony czarą głosową z mosiądzu i rogu bydlęcego. Jest nadmuchiwany dymką – mechanicznym mieszkiem, którego niegdyś używali kowale, tylko w większym rozmiarze. Nazwa pochodzi od worka pokrytego białym włosiem (skóra z kozła) i główki zdobiącej przebierkę – imitującej główkę prawdziwego kozła.
Dźwięk i skala

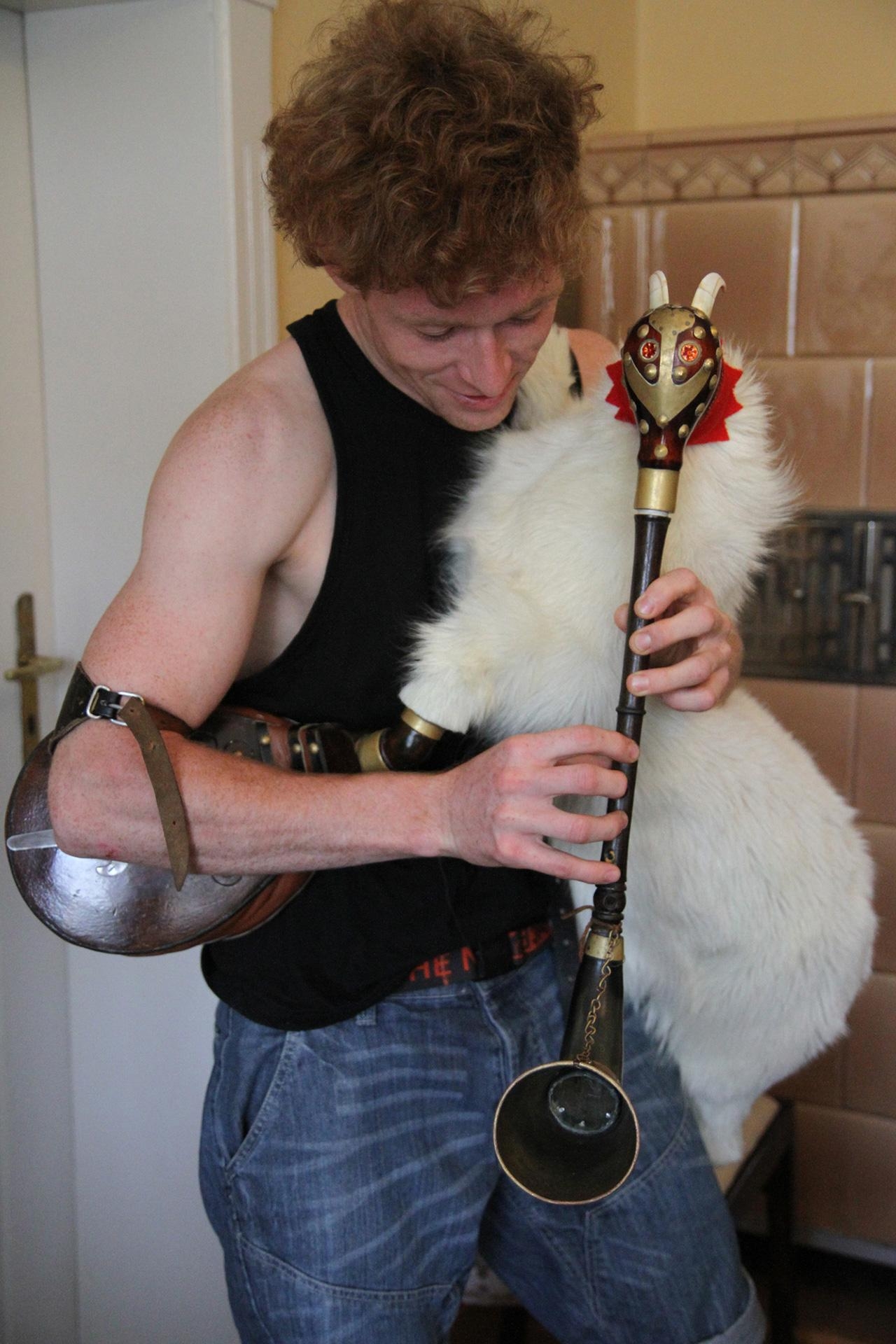
kozioł weselny z Przyprostyni

Charakteryzuje się on miłą barwą dźwięku. Ma skalę dźwięków od h do c2, a po przedęciu (wydobycie na instr. dętym jednego z alikwotów dźwięku przez odpowiednie, silniejsze zadęcie i napięcie warg) od h do es2.

## Kozioł czarny
Jest zwany także ślubnym, co sugeruje miejsca, w których na nim grywano. Nadmuchiwany jest podobnie jak kozioł biały (weselny) i ma jeden burdon. Worek jest z czarnej skóry bez włosia. Ma także mniejszy rozmiar, co razem z poprzednimi cechami odróżnia go od kozła białego. Jest, podobnie jak kozioł biały, reprezentatywnym instrumentem ludowym Zbąszynia i okolicy zwanej Regionem Kozła.
Dźwięk i skala
Skala Kozła czarnego sięga od c1 do d2, a po przedęciu od c1 do f2.

## Popularność
Kozioł był swego czasu instrumentem ogromnie popularnym, będącym nawet symbolem kultury polskiej i wielkopolskiej. Grano na nim nawet na dworze duńskiego króla Chrystiana IV Oldenburga. W kapeli towarzyszą mu skrzypce i klarnet ES.

## Współcześni budowniczy instrumentu
Jeszcze do niedawna we wsi Nądnia mieszkał jeden z nielicznych w Polsce budowniczych kozłów, Marek Modrzyk oraz w Chrośnicy Franciszek Hirt.
Aktualnie w Zbąszyniu budową wszystkich instrumentów ludowych Regionu Kozła, tj. kozła weselnego (białego), kozła ślubnego (czarnego) oraz sierszenek (siesienek) dymanych i dmuchanych, zajmują się rodzinnie Stanisław Mai, syn Jarosław Mai oraz zięć Dominik Brudło. Kozły budują jeszcze Henryk Skotarczyk oraz Marcin Szczechowiak ze Zbąszynia.
Sztandarowym utworem ludowym Regionu Kozła jest „Świniorz”, który wysławił zespół Mazowsze w latach 70. XX wieku. Nauczanie gry na koźle jest kontynuowane w Zbąszyniu (H. Skotarczyk / J.Prządka), Dąbrówce Wlkp.(J.Prządka), Zbaszynku (J. Skrzypczak), Siedlcu (M. Szczechowiak), Babimoście (H. Skotarczyk) oraz Kargowej (M. Szczechowiak).

## Cykliczne imprezy
W regionie odbywają się imprezy folklorystyczne: Biesiada Koźlarska w Zbąszyniu (Październik) oraz Konkurs Muzyki Ludowej w Kopanicy (Czerwiec). Muzycy prezentują się na wielu innych festiwalach w kraju i za granicą, m.in. w Kazimierzu Dolnym nad Wisłą, Bukowinie Tatrzańskiej, Poznaniu, w Czechach, a także na Słowacji.